# Rapport canadien sur les prix alimentaires à la consommation

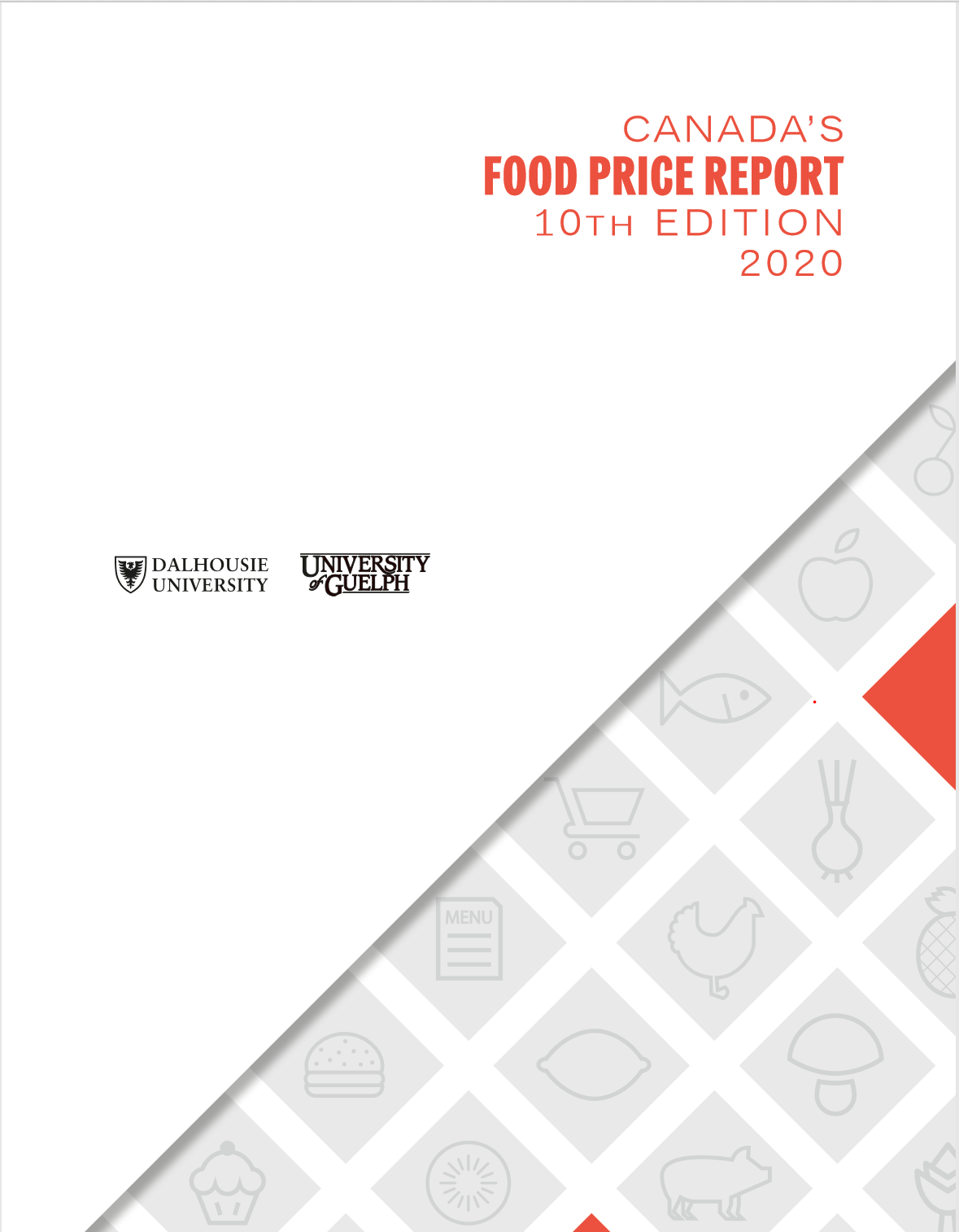
Couverture du rapport 2019.

Le Rapport canadien sur les prix alimentaires à la consommation, créé en 2010 par les chercheurs canadiens Sylvain Charlebois et Francis Tapon, est publié annuellement au mois de décembre par les universités Dalhousie et Guelph au Canada. Les universités de la Saskatchewan et de la Colombie-Britannique font maintenant partie du groupe qui publie le rapport annuel. 

## Description
Le rapport fournit des prévisions sur les prix et tendances alimentaires au Canada pour l’année suivante,,,,.
En juillet 2020, l'Université Dalhousie annonçait que les Universités de la Saskatchewan et de la Colombie-Britannique (University of British Columbia) joignaient le projet afin d'offrir une perspective nationale.